# Lleó Diaca
Lleó Diaca (en llatí Leo o Leon, en grec Λεών) fou un historiador romà d'Orient del segle x del qual es coneix molt poc de la seva vida personal.
Va néixer a Caloe, al peu del Mont Tmolos prop de les fonts del Caistros. Era fill de Basili, però no es coneix l'ofici del seu pare. Va anar a Constantinoble on va seguir els seus estudis (966) on va admirar l'actuació de l'emperador Nicèfor II Focas davant d'un tumult popular. Ell mateix es descriu com un jove en quan va succeir aquest incident (hauria nascut vers el 950). Era a Àsia quan fou deposat el patriarca Basili I de Constantinoble i elegit successor seu Antoni III (973 o 974) i explica que en aquest temps va veure dos bessons d'uns trenta anys ajuntats pels costats.
Fou ordenat diaca i com a tal va acompanyar Basili II en la seva desgraciada campanya contra els búlgars el 981. Després del setge de Traditza (Τριάδιτζα) (antiga Sàrdica) es va escapar per poc de la captivitat i va fugir a terres segures. Més tard ja no se sap res però la seva història es va escriure després del 989, ja que esmenta la revolta i mort de Bardes Focas que va passar aquest any.
Va viure probablement fins almenys el 993, ja que diu que l'emperador Basili II va restaurar en sis anys la cúpula de Santa Sofia destruïda per un terratrèmol que va passar el 987.
Les seves obres són:
- 1. Ἱστορία Βιβλίοις ύ, Historia Libris decem.
- 2. Oratio ad Basilium Imperatorem
- 3. Homilia in Michaelem Archangelum. Si no és que sigui una obra d'un altre Lleó Diaca.

De les dos darreres es conserva un exemplar. La història inclou un relat de l'expedició a Creta de Nicèfor Focas sota Romà II (959), la mort de Joan I Tsimiscés (975), les victòries de l'emperador Nicèfor i Tsimiscés sobre els musulmans a Cilícia i Síria i la reconquesta d'aquestes terres o de gran part d'elles; i les guerres contra búlgars i russos.